# Сацький Віталій Антонович
Віталій Антонович Сацький (22 квітня 1930, Пологи — 26 жовтня 2017, Запоріжжя) — радянський український металург, голова правління, генеральний директор ВАТ «Запорізький металургійний комбінат „Запоріжсталь“» в 1986—2012 рр. Політичний діяч, народний депутат України 1-го скликання. Герой України (1999).

## Біографія
Народився 22 квітня 1930 (смт Пологи, Запорізька округа); українець; батько Антон Васильович (1908—1957); мати Феодосія Леонтіївна (1910—1990); дружина Галина Володимирівна (1946); дочка Світлана (1955).
Освіта: Дніпропетровський металургійний інститут, технологічний факультет (1949—1954), інженер-металург; кандидатська дисертація «Дослідження процесів, що відбуваються за термічного та термомеханічного зміцнення прокату в потоці безперервного стану на агрегаті промислового типу високої продуктивності» (1968).
Народний депутат України 12(1) скликання з 03.1990 (2-й тур) до 04.1994, Заводський виборчий округ № 180, Запорізької області. Член Комісії з питань розвитку базових галузей народного господарства. На час виборів: посада та сама; член КПРС. 1-й тур: з'яв. 73,1 %, за 31,0 %. 2 тур: з'яв. 66,8 %, за 56,0 %. 7 суперників, (основний — С. В. Насонов, н. 1963, чл. ВЛКСМ, Запорізький титано-магнієвий комбінат, майстер, 1-й тур — 27,2 %, 2-й тур — 38,9 %).
- З 08.1954 — інженер-прокатник прокатного цеху,
- з 11.1954 — секретар комітету комсомолу заводу,
- з 05.1956 — старший вальцювальник,
- з 11.1956 — майстер дрібносортного стану прокатного цеху,
- з 01.1958 — начальник зміни сортопрокатного цеху,
- з 09.1958 — майстер станів цеху блумінг,
- з 04.1959 — начальник дрібносортного стану сортопрокатного цеху,
- з 07.1961 — заступник начальника,
- з 01.1965 — начальник сортопрокатного цеху № 1,
- з 08.1965 — начальник прокатного цеху,
- з 05.1968 — головний прокатник,
- з 08.1968 — головний інженер — заступник директора, металургійний завод «Криворіжсталь», м.Кривий Ріг.
- з 01.1980 — директор, Всесоюзного науково-дослідного проектно-конструкторського технологічного інституту механізації праці в чорній металургії і ремонтно-механічних робіт, м. Дніпропетровськ.
- 03.1983-01.86 — нач., Республіканського промислового об'єднання металургійних підприємств «Укрметалургпром», м. Дніпропетровськ.
- з 01.1986 — директор, з 09.1988 — генеральний директор, металургійний комбінат «Запоріжсталь».
- з 02.1997 — голова правління, генеральний директор, ВАТ "Запорізький металургійний комбінат «Запоріжсталь».

Депутат Запорізької облради (1987-90, 1998—2002). Член Ради експортерів при КМ України (з 02.1999); член Комітету з Державних премій України в галузі науки і техніки (з 06.2000). 1999 — довірена особа кандидата у Президенти України Л.Кучми у територіальному виборчому окрузі. Довірена особа кандидата на пост Президента України В.Януковича в ТВО № 78 (2004-05). Академік АІНУ (1994), АГНУ (1993).
Автор (співавтор) понад 200 наук. праць, зокрема монографії «Експлуатація безперервних дрібносортних станів» (1965), 132 авторських свідоцтва на винаходи.
Член КПРС (1950—1991); віце-президент Запорізького обласного союзу промисловців і підприємців «Потенціал».
Помер на 88-му році життя 26 жовтня 2017 року після тривалої хвороби серця. Похований на Осипенківському кладовищі Запоріжжя.

## Нагороди
- Відзнака Президента України «Герой України» з врученням ордена Держави (28 січня 1999) — за визначні трудові досягнення у розвитку металургійної промисловості України[4]
- Орден князя Ярослава Мудрого V ст. (16 липня 2009) — за вагомий особистий внесок у розвиток вітчизняної металургійної промисловості, забезпечення виробництва високоякісної продукції та з нагоди Дня працівників металургійної та гірничодобувної промисловості[5]
- Орден «За заслуги» I ст. (20 квітня 2005) — за визначний особистий внесок у зміцнення економічного потенціалу України, розвиток металургійної промисловості, багаторічну самовіддану працю[6]
- Орден «За заслуги» II ст. (16 липня 1997) — за заслуги в розвитку металургійного виробництва, освоєння випуску нових видів якісної металопродукції[7]
- Почесна відзнака Президента України (3 листопада 1993) — за визначний особистий внесок в організацію металургійного виробництва, освоєння випуску нових видів високоякісної металопородукції, виконання важливих державних замовлень[8]
- Державна премія України в галузі науки і техніки 2001 року — за розробку та впровадження ресурсозберігаючої технології виробництва конкурентоздатного на світовому ринку арматурного прокату нового покоління (у складі колективу)[9]
- Лауреат Державної премії УРСР в галузі науки і техніки (1970).
- Заслужений металург України (1975).
- Ордени: «Знак Пошани» (1966), Трудового Червоного Прапора (1971).
- Медаль «За доблесну працю. В ознаменування 100-річчя з дня народження Володимира Ілліча Леніна» (1970).
- Почесний громадянин Запорізької області[10]

## Вшанування пам'яті
У місті Пологи є вулиця Героя України Сацького В.А.